# André Catimba
André Catimba, właśc. Carlos André Avelino de Lima (ur. 30 października 1946 w Salvadorze, zm. 28 lipca 2021) – brazylijski piłkarz, występujący na pozycji napastnika.

## Kariera klubowa
Karierę piłkarską rozpoczął w klubie Ypiranga Salvador w 1966. W latach 1968–1975 był zawodnikiem innych klubów z Salvadoru: Galícii i Vitórii. Z Vitórią zdobył mistrzostwo stanu Bahia – Campeonato Baiano w 1972.
W Vitórii 9 września 1972 w zremisowanym 0-0 meczu z Remo Belém zadebiutował w lidze brazylijskiej. W latach 1976–1977 występował w Guarani FC, a 1977-1979 w Grêmio. Z Grêmio dwukrotnie zdobył mistrzostwo stanu Rio Grande do Sul – Campeonato Gaúcho w 1977 i 1979.
W 1979 zaliczył epizod w EC Bahia, po czym jedyny raz w karierze wyjechał z Brazylii do Argentyny do Argentinos Juniors Buenos Aires. Po powrocie do Brazylii został zaowdnikiem Pinheiros Kurytyba. Ostatni raz w lidze wystąpił 19 lutego 1981 w przegranym 0-2 meczu z Corinthians Paulista. Ogółem w lidze brazylijskiej André Catimba rozegrał 154 spotkania, w których strzelił 68 bramek. Karierę zakończył w Fast Manaus w 1985.

## Kariera reprezentacyjna
W reprezentacji Brazylii jedyny raz wystąpił 19 grudnia 1973 w wygranym 2-1 towarzyskim meczu z Drużyną Gwiazd Ligi Brazylijskiej. Nigdy nie wystąpił w reprezentacji w oficjalnym meczu międzypaństwowym.

## Kariera trenerska
Po zakończeniu kariery piłkarskiej został trenerem. W 1989 prowadził swój były klub – Vitórię Salvador.